# Ludwig Wittmack
Marx Carl Ludwig Wittmack (Amburgo, 26 settembre 1839 – Berlino, 2 febbraio 1929) è stato un botanico e micologo tedesco.

## Biografia
Studiò botanica presso l'Università di Jena (1864) e l'Università di Berlino (1865). Difende la sua tesi di dottorato a Gottinga nel 1867. Diventò curatore del "Museo agricolo di Berlino". Conseguì la sua abilitazione nel 1874. Wittmack insegnò botanica all'Istituto Agrario di Berlino, dal 1880 al 1913 e alla "Scuola Veterinaria" dal 1880 al 1920. Diresse anche la "Stazione sperimentale Verband Deutscher Müller ", dal 1875 al 1905.
Wittmack scrisse numerosi articoli di botanica e anche di contenuto agronomico. 
Per l'opera di Flora brasiliensis del botanico tedesco Karl F.P. von Martius, contribuì con Marcgraviaceae e Rihizoboleae (per Vol 12 n. 1, tra il 1858 e il 1889, per il lavoro di "Famiglie di piante" di A. Engler e C. Prantl: "Bromeliaceae" (vol. .2 n. 4, tra il 1887 e il 1888). Dal 1887 Wittmack fu per molti anni editore della rivista Gartenflora.

## Pubblicazioni
- Die Königliche Landwirtschaftliche Hochschule in Berlin. Festschrift zur Feier des 25jährigen Bestehens (El Real Colegio de Agricultura en Berlín. Publicación aniversario de la celebración de sus 25 años de existencia. Verlagsbuchhandlung Paul Parey, Berlin 1906

- Die wissenschaftlichen Grundlagen der Saatzucht in Deutschland in den letzten 25 Jahren (Las Bases científicas del mejoramiento de semillas en Alemania durante los últimos 25 años). In: Jahrbuch der Deutschen Landwirtschafts-Gesellschaft. 26, 1911, pp. 101–118

- Plantae Lehmannianae in Guatemala, Costarica, Columbia, Ecuador etc. collectae. Bromeliaceae[collegamento interrotto]. Botanische Jahrbücher für Systematik, Pflanzengeschichte und Pflanzengeographie. Leipzig 11: 52-71